# Motnik
Motnik – wieś w Słowenii, w gminie Kamnik. W 2018 roku liczyła 195 mieszkańców.